# آنتون لودویگ ارنست هورن
آنتون لودویگ ارنست هورن (آلمانی: Anton Ludwig Ernst Horn؛ ‏ ۲۴ اوت ۱۷۷۴ – ۲۷ سپتامبر ۱۸۴۸) روان‌پزشک، روان‌درمانگر و استاد دانشگاه اهل آلمان بود.
وی دانش‌آموختهٔ رشتهٔ پزشکی در دانشگاه گوتینگن بود و بعدها استاد همین رشته در دانشگاه هاله-ویتنبرگ و دانشگاه فریدریش-آلکساندر ارلانگن-نورنبرگ شد. یکی از شاگردان مشهور او موریتس هاینریش رومبرگ بود. وی از سال ۱۸۰۶ یکی از پرشکان بیمارستان شاریته بود و یکی از نخستین روان‌پزشک‌های این مرکز آموزشی-درمانی محسوب می‌شد.
او در سال ۱۸۰۳ یک درسنامهٔ کاربردی در زمینهٔ داروی‌های تجویزی با عنوان «کتابچه راهنمای فارماکولوژی عملی برای پزشکان و جراحان» (Handbuch der praktischen Arzneimittellehre für Ärzte und Wundärzte) منتشر کرد. وی همچنین یکی از نخستین کسانی بود که بیماری تابس دورسالیس را شرح داد.